# Dean Stockwell
Robert Dean Stockwell (North Hollywood, California; 5 de marzo de 1936-Ranchos de Taos, Nuevo México; 7 de noviembre de 2021) fue un actor de cine y televisión estadounidense.

## Biografía
Fue hijo de los actores Harry Stockwell y Elizabeth Margaret Veronica, y hermano del actor Guy Stockwell.
En cine, fue célebre su actuación infantil en la ópera prima de Joseph Losey The Boy with Green Hair (El muchacho del cabello verde) (1948). También apareció en Sandino, en The Manchurian Candidate y en The Dunwich Horror.
Su carrera en televisión fue mucho más prolífica, y actuó en muchas series como invitado ocasional y como parte del reparto habitual. Como ser Stargate SG-1, en el papel de un científico del planeta Kelownan y mentor de Jonas Queen (Corin Nemec) y en Battlestar Galáctica, como John Cavil, antagonista principal de la serie. Su participación más conocida y que lo hizo famoso, durante cinco temporadas, fue en la serie de ciencia ficción, hoy de culto, Quantum Leap desde 1989 a 1993, junto a Scott Bakula. Aquí hacia el personaje de "Albert Calavicci".

## Premios y distinciones
Premios Óscar
| Año  | Categoría              | Película         | Resultado |
| ---- | ---------------------- | ---------------- | --------- |
| 1989 | Mejor actor de reparto | Casada con todos | Nominado  |

Festival Internacional de Cine de Cannes
| Año  | Categoría   | Película                     | Resultado |
| ---- | ----------- | ---------------------------- | --------- |
| 1959 | Mejor actor | Impulso criminal             | Ganador   |
| 1962 | Mejor actor | Larga jornada hacia la noche | Ganador   |

- En 1989 ganó el Golden Globe como Mejor actor de reparto por su participación en la serie Viajeros en el tiempo.

## Filmografía

### Películas
| - The Horn Blows at Midnight (1945) walk-on - The Valley of Decision (1945) - Anchors Aweigh (1945) - Abbott and Costello in Hollywood (1945) - The Green Years (1946) - Home, Sweet Homicide (1946) - The Mighty McGurk (1947) - The Arnelo Affair (1947) - The Romance of Rosy Ridge (1947) - Song of the Thin Man (1947) - Gentleman's Agreement (1947) - Deep Waters (1948) - The Boy with Green Hair (1948) - Down to the Sea in Ships (1949) - The Secret Garden (1949) - Stars in My Crown (1950) - The Happy Years (1950) - Kim (1950) - Cattle Drive (1951) - Gun for a Coward (1957) - The Careless Years (1957) - Compulsion (1959) - Sons and Lovers (1960) - Long Day's Journey Into Night (1962) - Rapture (1965) - Psych-Out (1968) - The Dunwich Horror (1970) - The Last Movie (1971) - El hombre de papel (1971), telefilme - The Loners (1972) - The Werewolf of Washington (1973) - The Pacific Connection (1975) - Win, Place or Steal (1975) - Eadweard Muybridge, Zoopraxographer (1975) (documental, narrador) - Tracks (1976) - One Away (1976) - Won Ton Ton, the Dog Who Saved Hollywood (1976) - She Came to the Valley (1979) - Alsino and the Condor (1982) - Wrong Is Right (1982) - Human Highway (1982) - A-Team: A Small and Deadly Force (1983) - Paris, Texas (1984) - Dune (1984) - To Kill a Stranger (1985) - Papa Was a Preacher (1985) | - The Legend of Billie Jean (1985) - To Live and Die in L.A. (1985) - Terciopelo azul (1986) - El guerrero del cuarto milenio (1987) - Banzai Runner (1987) - Gardens of Stone (1987) - Beverly Hills Cop II (1987) - Smokescreen (1988) - The Long Haul (1988) - The Blue Iguana (1988) - Tucker: The Man and His Dream (1988) - Married to the Mob (1988) - Buying Time (1989) - Limit Up (1989) - Sandino (1990) - Catchfire (1990) - Friends and Enemies (1992) - The Player (1992) - Chasers (1994) - Madonna- Innocence Lost (1994) - The Langoliers (1995) (TV) - Naked Souls (1995) - Mr. Wrong (1996) - Last Resort (1996) - McHale's Navy (1997) - Midnight Blue (1997) - Living in Peril (1997) - Air Force One (1997) - The Rainmaker (1997) - The Shadow Men (1998) - Sinbad: The Battle of the Dark Knights (1998) - Restraining Order (1999) - Water Damage (1999) - The Venice Project (1999) - Rites of Passage (1999) - The Flunky (2000) - Batman Beyond: Return of the Joker (2000) (direct-to-video) (voice) - Inferno (2001) - In Pursuit (2001) - Italian Ties (2001) - CQ (2001) - The Quickie (2001) - Buffalo Soldiers (2001) - The Manchurian Candidate (2004) - The Deal (2006) - The Cool School (2007) (documental) - Persecuted (2014) - Deep in the darkness (2014) |

### Cortometrajes
- A Really Important Person (1947)
- Some of the Best (1949)

### Televisión
| - Johnny Staccato como Dave in "Nature of the Night" (1959) - The DuPont Show with June Allyson, "The Dance Man" (1960) - The Twilight Zone, 'A Quality of Mercy' (1961) - Alfred Hitchcock Presents ("The Landlady") (1961) - Alfred Hitchcock Hour ("Annabel") (1962) - Combat!, "High Named Today"' (1963) - Paper Man (1971) - The Failing of Raymond (1971) - Adventures of Nick Carter (1972) (piloto no vendido) - Mission: Impossible (1973) - Cop on the Beat (1975) - A Killing Affair (1977) - Greatest Heroes of the Bible (1978) (miniserie) - Born to Be Sold (1981) - The Gambler, Part III: The Legend Continues (1987) - Murder, She Wrote, "Deadpan" (1988) - Quantum Leap (serie de televisión) (1989-1993) - Captain Planet and the Planeteers (cast member from 1990-1992) (voz) - Son of the Morning Star (1991) - Shame (1992) - Fatal Memories (1992) - Caught in the Act (1993) - Bonanza: The Return (1993) - In the Line of Duty: The Price of Vengeance (1994) | - Vanishing Son II (1994) - Justice in a Small Town (1994) - The Innocent (1994) - Lois & Clark: The New Adventures of Superman (1994) - Madonna: Innocence Lost (1994) - Deadline for Murder: From the Files of Edna Buchanan (1995) - The Langoliers (1995) - Twilight Man (1996) - Unabomber: The True Story (1996) - Close to Danger (1997) - The Tony Danza Show (1997-1998) - Phenomenon: The Lost Archives (1998) - It's True (1998) (piloto no vendido) - What Katy Did (1999) - They Nest (2000) - Stargate SG-1 - 6ª temporada: "Shadow Play" - Star Trek:Enterprise 2002 - JAG (personaje recurrente entre 2002 y 2004) - American Black Beauty (2005) - Battlestar Galactica (personaje recurrente desde 2006) - The Nanny Express (telefilm) (2009) |